# Victor Breitburg
 (décembre 2015).
Si vous disposez d'ouvrages ou d'articles de référence ou si vous connaissez des sites web de qualité traitant du thème abordé ici, merci de compléter l'article en donnant les références utiles à sa vérifiabilité et en les liant à la section « Notes et références ».
Victor Breitburg est un écrivain polonais et survivant d'Auschwitz.

## Biographie
Il est né à Kamińsk (Mazovie) le 8 mai 1927 et a grandi dans un Shtetl à 90 kilomètres au sud de Łódź. Son père est David Leo, couturier, et sa mère Chava Brajtburg.
Sa famille vit durant 5 ans dans le ghetto de Łódź puis elle est déportée à Auschwitz le 18 août 1944. Sa mère, son frère et sa sœur sont assassinés le même jour.
Il survit au camp de concentration d'Auschwitz. Il perd 54 membres de sa famille durant la Shoah.
En août 1945, trois cents jeunes survivants de l'Holocauste de quinze ans quittent l'Allemagne pour l'Angleterre. Il reste de 1945 à février 1947 à Windermere en Angleterre. Le 27 février 1947, il quitte la Grande-Bretagne pour les États-Unis.